# Sierra Leone i olympiska sommarspelen 1984
Sierra Leone deltog med sju deltagare vid de olympiska sommarspelen 1984 i Los Angeles. Ingen av landets deltagare erövrade någon medalj.

## Boxning
Lätt mellanvikt
- Israel Cole
  - Första omgången – Bye
  - Andra omgången – Besegrade Victor Claudio (PUR), RSC-1
  - Tredje omgången – Besegrade Elone Lutui (TNG), RSCH-2
  - Kvartsfinal – Förlorade mot Christophe Tiozzo (FRA), 0:5

Tungvikt
- Egerton Forster
  - Första omgången – Bye
  - Andra omgången – Förlorade mot Arnold Vanderlyde (NED), 1:4

## Friidrott
Damernas 100 meter
- Eugenia Osh-Williams
  - Första heatet — 12,83s (→ gick inte vidare)